# Небытовский сельсовет (Хойникский район)
Небытовский сельсовет (бел. Не́бытаўскі сельсавет) — упразднённая административно-территориальная единица в составе Хойникского района Гомельской области. Центр — деревня Небытов.

## История
После второго укрупнения БССР с 8 декабря 1926 года сельсовет в составе Хойникского района Речицкого округа БССР.
С 9 июня 1927 года в составе Гомельского округа.
30 декабря 1927 года сельсовет укрупнен, в его состав вошла территория упраздненного Козелужского сельсовета.
После упразднения окружного раздела 26 июля 1930 года в составе Хойникского района БССР.
С 20 февраля 1938 года в составе Полесской области, с 8 января 1954 года — в составе Гомельской области.
16 июля 1954 года упразднен, территория присоединена к Заболотскому сельсовету.
16 апреля 1959 года центр Заболотского сельсовета перенесен в деревню Небытов, сельсовет переименован в Небытовский.
30 июня 1966 года деревня Будовник передана в административное подчинение Хойникского поссовета, населенные пункты Горошков, Корчевое, Октябрь, Чирвоный Аратый передан в состав Поселичского сельсовета, центр сельсовета перенесен в деревню Козелужье, сельсовет переименован в Козелужский сельсовет.

## Состав
- Небытов — деревня